# Rivolta dei Turbanti Rossi
La rivolta dei Turbanti Rossi (cinese tradizionale: 紅巾起義; pinyin: Hóngjīn Qǐyì) fu una sollevazione avvenuta in Cina tra il 1351 e il 1368 sotto l'influenza dei membri della Società del Loto Bianco, che abbatté la dinastia dominante degli Yuan.

## Cause
Fin dagli anni 1340, la dinastia imperiale mongola Yuan stava sperimentando problemi. Il Fiume Giallo straripava costantemente, e altri disastri naturali avvenivano, causando gravi danni all'economia della Cina. Allo stesso tempo, la dinastia Yuan richiedeva considerevoli spese militari per mantenere il suo vasto impero. Questa situazione aumentava il malcontento della popolazione, dando forza a quelle frange della società cinese che non avevano mai veramente accettato il dominio degli Yuan, in quanto discendenti diretti degli invasori mongoli che avevano sottomesso l'impero cinese nel 1279.

## L'Esercito dei Turbanti Rossi

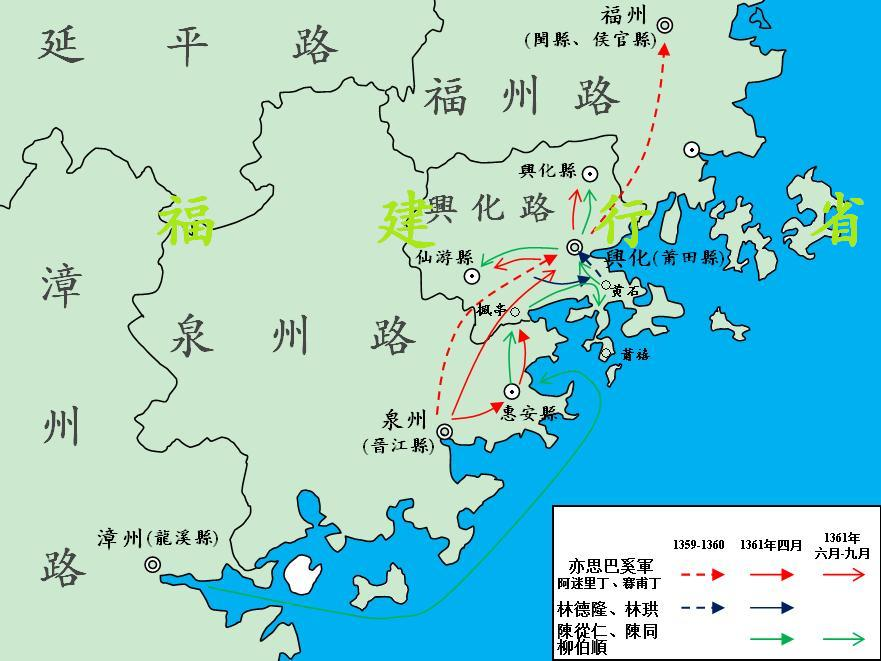
L'avanzata dei ribelli dei Turbanti Rossi dal 1359 al 1361

L'Esercito dei Turbanti Rossi (紅巾軍) fu avviato originariamente dai seguaci delle setta buddhista del Loto Bianco e del manicheismo e fu fondato da Kuo Tsu-hsing per resistere ai Mongoli. Il nome "Turbante Rosso" fu adottato per la loro tradizione di usare bandiere rosse e di indossare turbanti rossi per distinguersi.

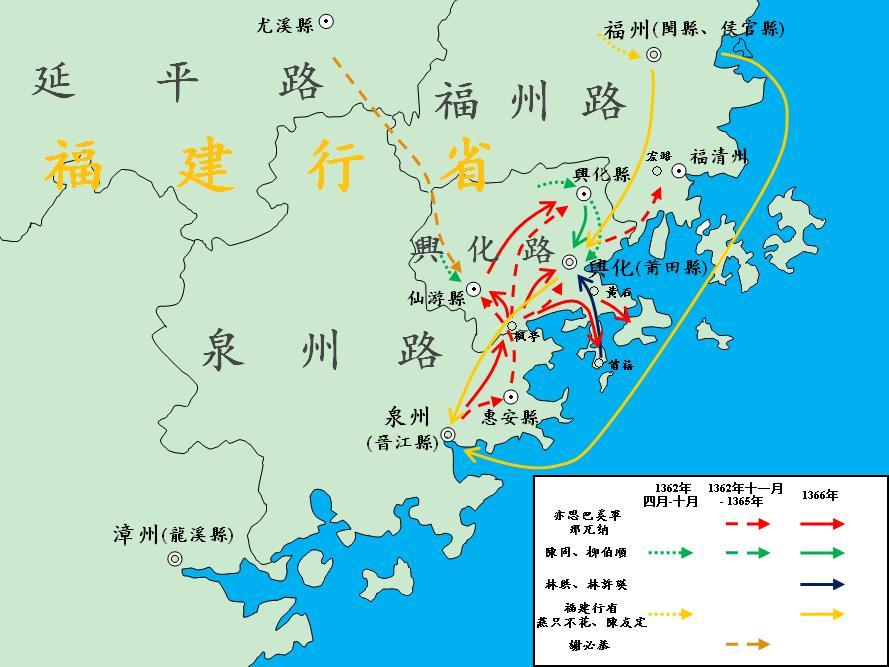
La seconda avanzata dei ribelli dei Turbanti Rossi dal 1362 al 1366

Queste ribellioni cominciarono su una base sporadica, in primo luogo sulla costa dello Zhejiang, quando Fang Guozhen (un cinese Han) e i suoi uomini assalirono un gruppo di ufficiali Yuan. Dopo di ciò, la società del Loto Bianco guidata da Han Shantong a nord del Fiume Giallo divenne il centro del sentimento anti-mongolo. Alcuni dei gruppi della rivolta fecero incursioni nel regno coreano di Goryeo, tecnicamente un alleato tributario della dinastia Yuan. Sebbene inizialmente avessero successo, furono infine espulsi dall'esercito di Goryeo guidato da Choe Yeong e Yi Seong-gye.
Nel 1351, la società tramava una rivolta armata, ma il piano fu svelato e Han Shantong fu arrestato e giustiziato dal governo Yuan. Dopo la sua morte, Liu Futong (劉福通), un eminente membro del Loto Bianco, aiutò il figlio di Han, Han Lin'er (韓林兒), a succedere a suo padre e fondò l'Esercito dei Turbanti Rossi. Dopodiché, parecchi altri ribelli Han a sud del Fiume Azzurro si rivoltarono sotto il nome dei Turbanti Rossi Meridionali. Tra i principali condottieri dei Turbanti Rossi Meridionali vi erano Xu Shouhui e Chen Youliang. La ribellione era sostenuta anche dall'autorità di Peng Yingyou (1338) e Zou Pusheng (1351).

## Conclusione
Uno dei più importanti capi dei Turbanti Rossi fu Zhu Yuanzhang. Dapprima, egli seguì Guo Zixing (郭子興), ed infatti sposò in seguito la figliastra di Guo. Dopo la morte di Guo, Zhu fu considerato il suo successore e assunse il controllo del suo esercito.
Tra il 1356 e il 1367, Zhu cominciò una serie di campagne militari cercando di sconfiggere i suoi oppositori nei Turbanti Rossi. Dapprima, egli sostenne nominalmente Han Lin'er per stabilizzare la frontiera settentrionale. Poi sconfisse uno dopo l'altro i suoi rivali Chen Youliang, Zhang Shicheng e Fang Guozhen. Dopo essere asceso al dominio, affogò Han Lin'er. Chiamando a raccolta per rovesciare i Mongoli e restaurare i Cinesi Han sul trono imperiale, Zhu guadagnò il sostegno popolare.
Nel 1368, Zhu Yuanzhang si proclamò imperatore a Yingtian, storicamente noto come l'imperatore Hongwu della dinastia Ming. L'anno successivo, l'esercito Ming conquistò Dadu, e il dominio della dinastia Yuan fu ufficialmente concluso. La Cina era di nuovo unificata sotto i Cinesi Han.